# Буди-Зосіне
Буди-Зосіне (пол. Budy Zosine) — село в Польщі, у гміні Якторув Ґродзиського повіту Мазовецького воєводства.
Населення — 282 особи (2011).

## Демографія
Демографічна структура станом на 31 березня 2011 року:
|          | Загалом | Допрацездатний вік | Працездатний вік | Постпрацездатний вік |
| -------- | ------- | ------------------ | ---------------- | -------------------- |
| Чоловіки | 150     | 37                 | 104              | 9                    |
| Жінки    | 132     | 24                 | 78               | 30                   |
| Разом    | 282     | 61                 | 182              | 39                   |